# Hotel pracowniczy

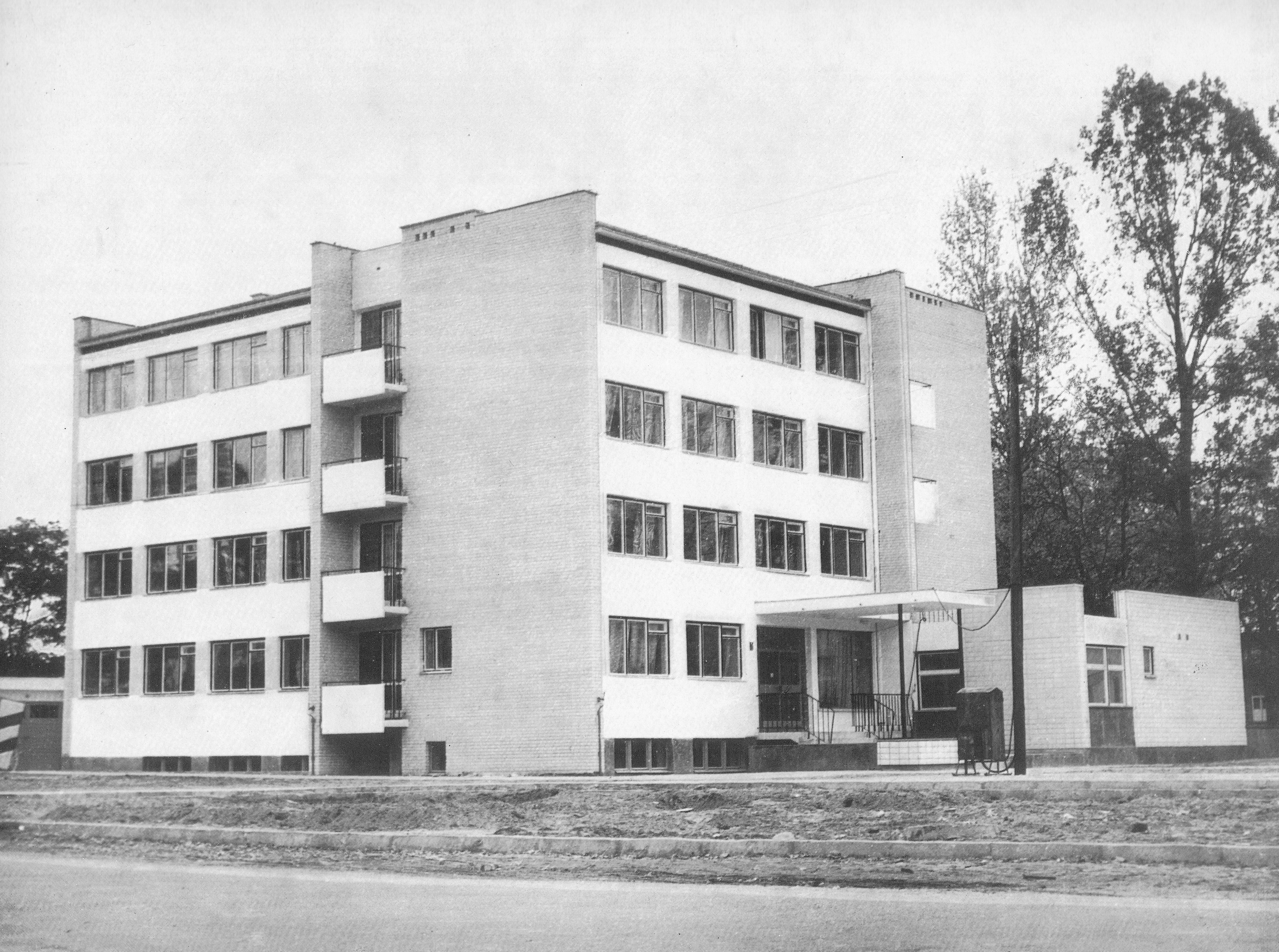
Hotel robotniczy w Ostrołęce, lata 70.

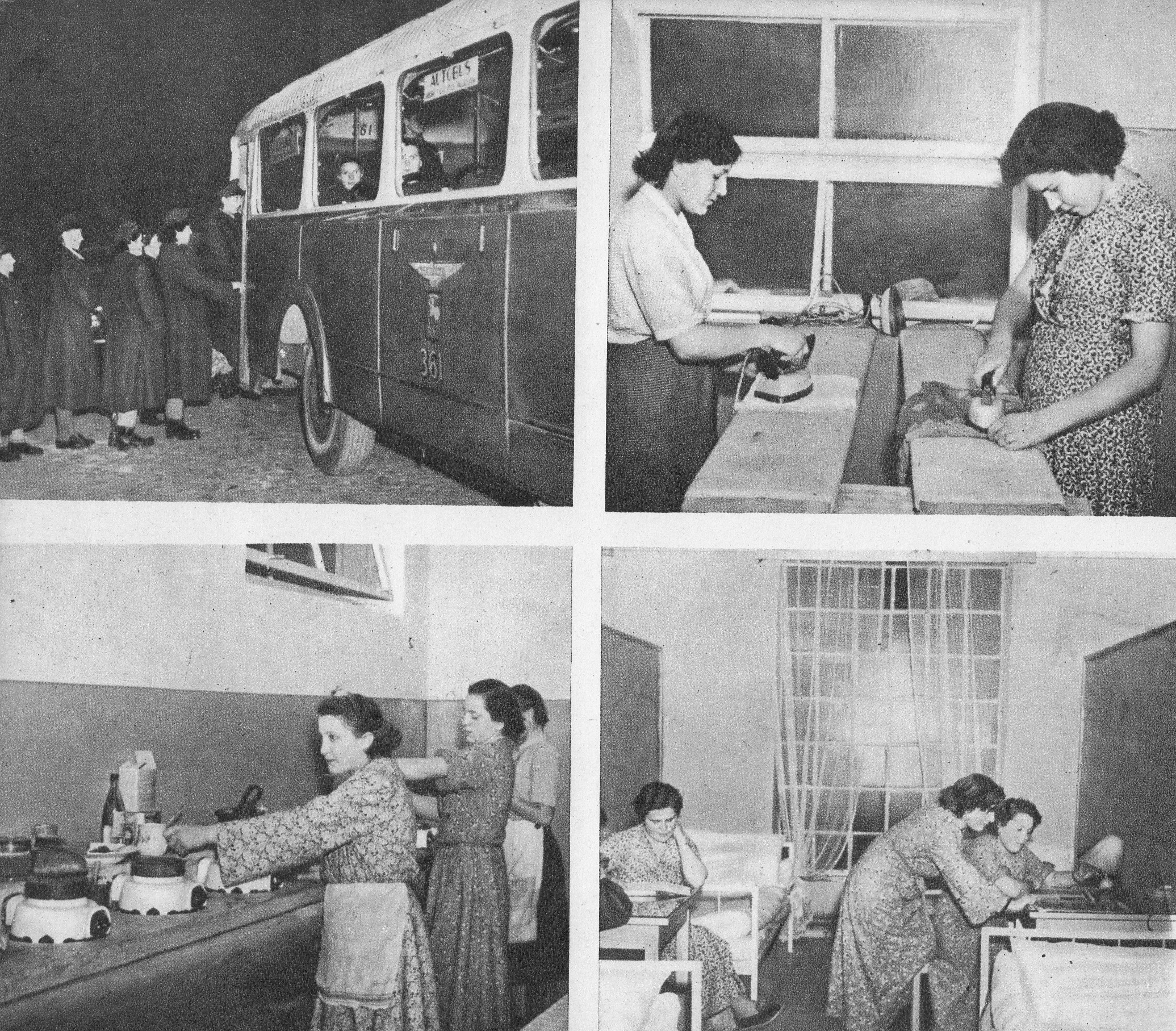
Konduktorki Miejskich Zakładów Komunikacyjnych w Warszawie w hotelu robotniczym, lata 50.

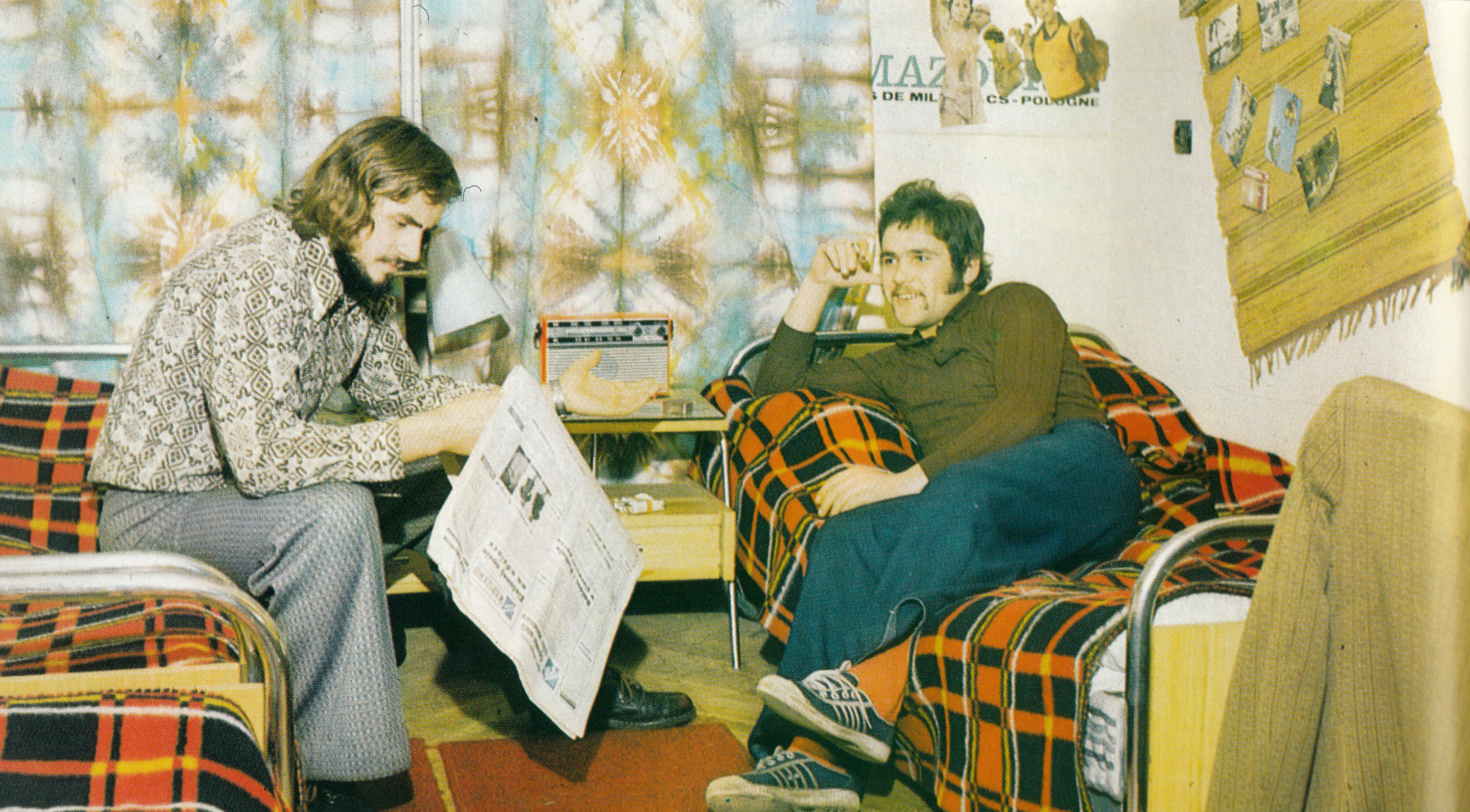
Mieszkańcy jednego z hoteli robotniczych w warszawskiej dzielnicy Wola, początek lat 70.

Hotel pracowniczy, np. robotniczy albo hotel asystenta, hotel pielęgniarski, hotel nauczycielski, hotel pocztowy, hotel garnizonowy – obiekt mieszkalny o charakterze tymczasowego mieszkania dla grupy pracowników, utrzymywany przez macierzystą organizację: przedsiębiorstwo, szkołę wyższą, szpital, kuratorium, pocztę lub wojsko. 

## Opis
Jest podobny w standardzie i wyposażeniu do bursy lub domu akademickiego (akademika): zazwyczaj kilkuosobowe pokoje, wspólne sanitariaty, łazienki, kuchnie i pralnie. W odróżnieniu od burs i akademików, w których często stosowana jest selekcja na budynki, piętra bądź pokoje żeńskie i męskie, w hotelach pracowniczych częściej dopuszczalne jest zamieszkiwanie pracowników wraz z rodzinami i dziećmi; ustalają to wewnętrzne regulaminy tych obiektów. Odpłatność za korzystanie z pokojów jest zazwyczaj symboliczna, ustalana także przez zakład macierzysty zgodnie z jego polityką zatrudnienia. 
Hotele pracownicze mogą mieć charakter stały (np. te zlokalizowane przy zakładach pracy) lub tymczasowy - na potrzeby zapewnienia zaplecza socjalno-pobytowego dla konkretnego projektu. Obiekty tymczasowe mogą po zakończeniu ich pierwotnej eksploatacji zostać zaadaptowane na hotele klasy turystycznej lub akademiki, a te skonstruowane z modułowych pawilonów – mogą zostać z łatwością zdemontowane i przewiezione do innej lokalizacji. 
Po reformie ustrojowej państwa w 1989 roku liczba i rola hoteli pracowniczych znacznie zmalała. Zakłady przemysłowe nie są już na ogół zainteresowane pozyskiwaniem dużej liczby pracowników zamiejscowych. Trochę odmienna sytuacja występuje w przypadku szkół wyższych, dlatego hotele asystenta wciąż są elementem struktury uczelni. Podobnie sytuacja wygląda w przypadku nauczycieli i wojska, natomiast hotele pocztowe pełnią obecnie najczęściej rolę ośrodków wypoczynkowych dla pracowników poczty.